# Inés Laredo
Inés Laredo (Valparaíso, Chile, 27 de febrero de 1922-Maracaibo, Venezuela, 23 de septiembre de 2019) fue una artista venezolana de origen chileno que inspiró la fundación del teatro en Maracaibo que lleva su nombre. La "Gran Maestra" del teatro marabino falleció el 23 de septiembre de 2019, a sus 97 años.

## Biografía
Desde los tres años expresó su interés en el teatro, inspirada por su madre, quien estuvo en la Compañía Nacional de Comedias Alejandro Flores en Chile. Sus maestras de escuela la seleccionaban para todas las presentaciones y le enseñaron a dominar el talento que rebosaba en ella.
Recibió formación en el Teatro Experimental de la Universidad de Chile y dio clases en el Centro Cultural Pedro Aguirre Cerda ubicado en los barrios de Santiago de Chile, donde ayudaba a rescatar a los jóvenes de las calles a través de enseñanzas del arte. Para entonces conoció a Carlos Añez Urrutia, pintor marabino que se encontraba en Santiago de Chile por un intercambio cultural. Se casaron y llegaron a Maracaibo en 1948.

### Carrera
Su debut en Venezuela fue con la obra La Zapatera Prodigiosa, una adaptación de una novela del español García Lorca. Otro de sus primeros trabajos fue participando en las radionovelas de la emisora Ecos del Zulia.
Junto a Josefina Urdaneta amiga conocida desde Chile abrieron la escuela de teatro llamada Sábados en la Universidad del Zulia, denominada de esa manera porque practicaba los días sábados. Fue el primer grupo conocido de teatro universitario cuyos miembros eran estudiantes de medicina, ingeniería, derecho entre otras carreras. Montaron 15 obras para el público marabino y se presentaron en Caracas, los estados andinos y los campos petroleros de la Costa Oriental  del Lago.
Con la llegada de la dictadura de Marcos Pérez Jiménez, las autoridades perezjimenistas expulsaron el movimiento de teatro de la Universidad del Zulia. Los actores de la compañía teatral tuvieron que conformarse con presentarse en los garajes de los amigos hasta que formaron una compañía libre que se presentaba en el Teatro Baralt, donde había funciones cada semana y lograban llenar todas las butacas. Reinstaurada la democracia en 1958, Laredo volvió al teatro universitario hasta 1969.
Laredo se tomó una pausa en el teatro y se dedicó a la enseñanza. La ciudad de Maracaibo le rindió homenaje con la creación del Teatro Inés Laredo que retoma la cátedra de teatro y empieza el montaje de obras nuevamente. Fue inaugurado el 6 de febrero de 1978, tenía capacidad para 300 personas y en sus escenarios se efectuaron incontables obras, desde dramas hasta comedias.

## Reconocimientos
- Orden Jesús Enrique Lossada , otorgada por la Universidad del Zulia
- Doctorado honoris causa, otorgada por la Universidad del Zulia.[6]